# 도린 케오그
도린 케오그(Doreen Keogh, 1925년 5월 2일 ~ 2017년 12월 31일)는 아일랜드의 배우이다.
더블린에서 태어났다.

## 영화
- 신혼여행자 (2005년)
- 플루토에서 아침을 (2005년)
- 사랑 계엄령 (2000년)
- 어 러브 디바이디드 (1999년)
- Patterns (1998년)
- 아일랜드의 연풍 (1994년)
- 페어 시티 (1988년)
- 밀애 (1970년)
- 투 어 페니 (1967년)
- 코로네이션 스트리트 (1960년)